# Monopis brachyaspis
Monopis brachyaspis är en fjärilsart som beskrevs av Edward Meyrick 1921. Monopis brachyaspis ingår i släktet Monopis och familjen äkta malar. Inga underarter finns listade i Catalogue of Life.